# Lathikata
Lathikata è una suddivisione dell'India, classificata come census town, di 6.896 abitanti, situata nel distretto di Sundergarh, nello stato federato dell'Orissa. In base al numero di abitanti la città rientra nella classe V (da 5.000 a 9.999 persone).

## Geografia fisica
La città è situata a 22° 12' 39 N e 84° 35' 25 E.

## Società

### Evoluzione demografica
Al censimento del 2001 la popolazione di Lathikata assommava a 6.896 persone, delle quali 3.658 maschi e 3.238 femmine. I bambini di età inferiore o uguale ai sei anni assommavano a 915, dei quali 474 maschi e 441 femmine. Infine, coloro che erano in grado di saper almeno leggere e scrivere erano 4.995, dei quali 2.900 maschi e 2.095 femmine.